# Lambda Ursae Minoris
Lambda Ursae Minoris (λ UMi / HD 183030 / HR 7394 / HIP 84535) es una estrella en la constelación de la Osa Menor de magnitud aparente +6,35, siendo apenas observable a simple vista. Actualmente a poco menos de un grado del polo norte celeste, hace unos doscientos años Lambda Ursae Minoris fue la mejor estrella polar, ya que debido a la precesión de los equinoccios el polo norte celeste describe un círculo alrededor del polo norte de la eclíptica cada 25 780 años. De hecho, el polo norte celeste pasará entre Lamda Ursae Minoris y Polaris (α Ursae Minoris) en el año 2060.
Situada a 876 años luz del sistema solar, Lambda Ursae Minoris es una gigante roja de tipo espectral M1III con una temperatura superficial de 3800 K. 600 veces más luminosa que el Sol, su radio es 57 veces más grande que el radio solar, aproximadamente el 69 % de la distancia que separa Mercurio del Sol. Está catalogada como una variable semirregular cuyo brillo fluctúa 0,10 magnitudes.
A 55 segundos de arco de Lambda Ursae Minoris se puede observar una estrella de magnitud 14, desconociéndose si ambas están gravitacionalmente unidas.
Si ambas estrellas formasen un verdadero sistema binario, la separación entre ellas sería de al menos 15 000 UA y el período orbital sobrepasaría el millón de años.